# پوهورانووایایا
پوهورانووایایا (به لاتین: Pohoranwewayaya) یک منطقهٔ مسکونی در سری‌لانکا است که در استان مرکزی (سری‌لانکا) واقع شده‌است.